# Bruno Gesche
Bruno Gesche, född 5 november 1905 i Berlin, död 1980, var en tysk SS-officer och chef för Führerbegleitkommando, Adolf Hitlers personliga livvaktsstyrka, från 1934 till 1945.

## Biografi
År 1932 utvaldes Gesche och sju andra män att bilda Adolf Hitlers personliga livvaktsstyrka, Führerbegleitkommando. Två år senare blev Gesche dess chef. Gesche hade under sin tid som chef alkoholproblem, vilket Heinrich Himmler påpekade. Himmler ville avskeda Gesche, men denne hölls under armarna av Hitler själv. År 1944 hamnade den alkoholpåverkade Gesche i ett bråk med en annan SS-officer och avlossade skott mot denne. I januari 1945 avskedades han som chef av Himmler, degraderades och kommenderades till straffbataljonen SS-regementet Dirlewanger som stred på östfronten. Hitler hade dock tidigare förbjudit sådana kommenderingar av personer i hans livvaktsstyrka. Istället kom Gesche att strida med 16. SS-Panzergrenadier-Division Reichsführer-SS.

## Befordringshistorik
- SS-Untersturmführer: 20 juli 1931
- SS-Obersturmführer: 9 november 1933
- SS-Hauptsturmführer: 1 juli 1934
- SS-Sturmbannführer: 20 april 1935
- SS-Obersturmbannführer: 9 november 1944
- SS-Unterscharführer: 20 december 1944 (degraderad av Heinrich Himmler)